# Iglesia de San Andrés (Almoradí)
La iglesia de San Andrés está situada en la plaza de la Constitución de Almoradí, Alicante (España). Se comenzó a construir a finales de 1829 cerca del lugar de su antecesora, destruida por el terremoto de marzo de ese año. Es la mayor y principal iglesia católica de Almoradí, y ha sufrido varias remodelaciones a lo largo de los años hasta adoptar su forma actual. Su fachada, flanqueada por dos torres, recuerda al estilo colonial.

## Historia
La anterior iglesia de San Andrés, situada algo al sudoeste de la actual, se había inaugurado en 1732. El 21 de marzo de 1829, el terremoto que asoló gran parte de la Vega Baja destruyó toda la población, incluida la iglesia, de la que sólo pudieron salvarse las campanas y el archivo parroquial.
Tras el seísmo, el ingeniero José Agustín de Larramendi se encargó de los planes de reconstrucción del municipio, con el obispo de la diócesis de Orihuela-Alicante Félix Herrero Valverde como superintendente de las obras y Eugenio Fourdinier como director ejecutivo. Estos planes no incluían en un principio la construcción de la iglesia, dado que el ingeniero dio prioridad a las viviendas y los puentes. Dado que los actos religiosos se estaban llevando a cabo en una pequeña barraca, pronto se vio la necesidad de construir un templo mayor:

Estando en la Barraca que sirve de Iglesia de esta Villa a los nueve días del mes de agosto de 1829 por el Presidente: que no hallándose concluida la presente barraca por haberse arruinado por el terremoto la Parroquial de esta Villa, y siendo indispensable para el culto divino terminar la obra y añadirle un pedazo más para que todos los fieles puedan asistir a dichos oficios sin las incomodidades que en el día sufren a causa de no caber la mayor parte dentro de la Barraca, se proceda, tan pronto como sea posible a la ampliación de dicha Iglesia.
Libro de Juntas de la Iglesia Parroquial

El arquitecto alicantino Francisco Morell y Gómez estuvo al cargo de la obra. La construcción, no obstante, se vio muy retrasada. En 1835, el director ejecutivo ya advertía de este hecho en sus informes:

[La iglesia] se hallaba en su lado izquierdo concluida hasta la cornisa de donde ha de arrancar la bóveda principal; mas el lado derecho no tiene más altura que hasta las impostas de los arcos de las capillas
Eugenio Fourdinier

La última piedra de la torre del campanario se colocó el 19 de julio de 1861, según el diario El clamor público. En cualquier caso, para 1884 todavía existían algunas secciones inacabadas:

La Iglesia dedicada al Apóstol San Andrés de Almoradí está sin concluir una mitad, a la que le falta la techumbre.
España Mariana

Con el propósito de finalizar la partes inconclusas, por Real Orden del 21 de septiembre de 1894, se adjudica por parte de la Junta Diocesana en subasta pública lo que parecían ser las obras definitivas de reparación extraordinaria, 64 años después del inicio de la construcción.

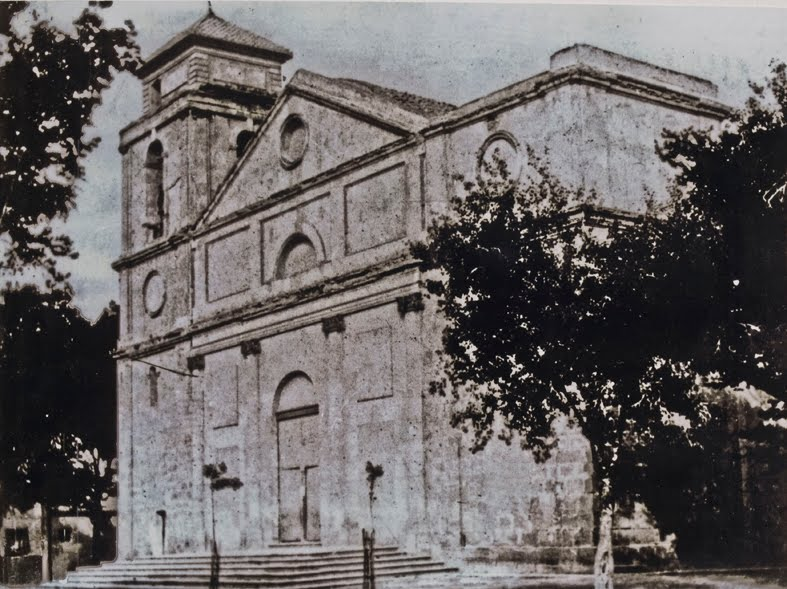
La iglesia a principios del siglo, con solo un campanario, algo más bajo que el actual.

El 10 de septiembre de 1919, un nuevo terremoto azotó la región. La iglesia sufrió daños en los arcos de las naves laterales y hubo desprendimientos en la nave central. Permaneció clausurada durante un año hasta su reapertura el 30 de julio de 1920, coincidiendo con la festividad de los santos Abdón y Senén. En 1926, se acometieron importantes obras de mejora, como la prolongación del templo (a consecuencia de la falta de espacio disponible para feligreses), la elevación de la torre del campanario o la adquisición y construcción de nuevos altares, entre otras.
Durante la Guerra Civil, la iglesia quedó en bastante mal estado: en 1936 se quemaron documentos y destruyeron objetos sagrados, y en 1937, con la excusa de la fabricación de armas, se lanzaron abajo las cuatro campanas que habían sido recuperadas del antiguo templo previo al terremoto. Algunas no llegaron a quebrarse y al final de la guerra se pudieron recuperar y volver a instalar.
Las últimas obras importantes se acometieron en 1962, que le darían su forma actual: se reformó considerablemente el altar, se construyó la torre gemela, y se instaló la escultura monumental del Sagrado Corazón de Jesús que corona la fachada principal, acompañada de la imagen de San Andrés en la hornacina inferior.
Durante la construcción del nuevo edificio del Ayuntamiento en 1979, se trasladó el reloj y su mecanismo de 1902 desde la torre del antiguo consistorio a la nueva torre de la iglesia que había sido construida en la década anterior. En las décadas posteriores, destaca el reforzamiento de los muros laterales con contrafuertes en década de 1980 o el censo del fondo del archivo parroquial en década de 1990.

## Patrimonio
Además del valor arquitectónico del edificio, reconocido como Bien de Relevancia Local, la Iglesia de San Andrés conserva elementos patrimoniales significativos, como su archivo documental, cuyos libros de bautismo comienzan en 1574, o una importante colección de imágenes religiosas, adquiridas principalmente por particulares tras la guerra civil española. También destaca la escultura del Sagrado Corazón de la fachada (1962), sus campanas (la más antigua, de 1771), el órgano (de 1861) o el propio altar mayor (de la década de 1940).
Escultura del Sagrado Corazón

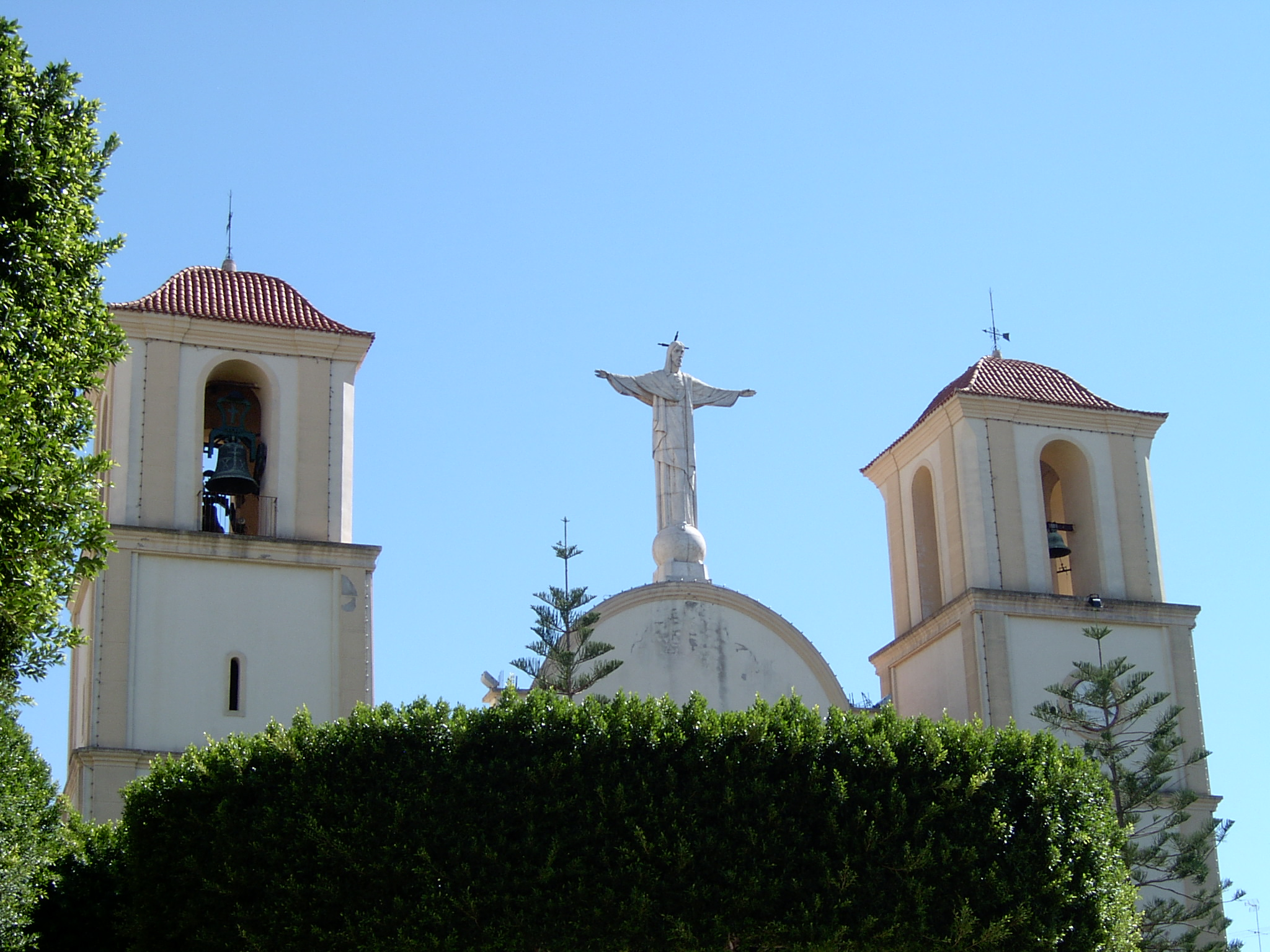
Detalle de la escultura del Sagrado Corazón entre la torre de campanas (izquierda) y la torre del reloj

A partir de 1919, comenzó a proliferar en toda España la devoción al Sagrado Corazón de Jesús. En Almoradí, particularmente, ya se había construido un primer altar en 1926. Durante las obras de 1962, junto a la segunda torre, se elevó también la escultura monumental que corona la fachada principal, bendecida y entronizada el 29 de julio de ese mismo año. La escultura fue obra de Nicolás Martínez Ramón (1905-1990), hijo y aprendiz del escultor murciano Anastasio Martínez Hernández. La escultura recuerda a la de su homónimo en Monteagudo, realizada en el mismo taller.
Campanas
Las dos torres de la iglesia conservan un total de cinco campanas, una de ellas proveniente de la iglesia antecesora, previa al terremoto de 1829.
La torre de campanas (al noreste) alberga cuatro, ubicadas en los vanos superiores de cada una de las fachadas de la torre. Tres de estas campanas fueron realizadas en la primera mitad del siglo XX por el fundidor Juan Bautista Roses Soler. Están dedicadas al Cristo de las Campanas (año 1941), San José y los santos Abdón y Senén (ambas de 1950).
La cuarta campana de la torre noreste data de 1771 y recibe el sobrenombre de «Andrea». Fue la única superviviente al terremoto de 1829 y, posteriormente, a la Guerra Civil. Fue realizada por el fundidor Francisco Manuel de la Calleja y tiene un peso aproximado de 1.2 toneladas. Conocemos su año de creación, su fundidor y dedicación al patrón de la localidad, San Andrés,  gracias a las inscripciones en latín de su superficie. Destaca la frase extraída del Salmo 19:4, complementada por la demanda de intercesión de San Andrés:

IN✱ OMNEM✱ TERRAM✱ EXIVIT✱ SONVS✱ EORVM✱

STE✱ANDREA✱ APOST✱ ORA✱ PRONOBIS
ANNO✱ DE✱ DMCCLXXI✱
FRANCO✱ MANL / DELA CALLEXA✱ / MEFEZIT

Por toda la tierra resuena su eco.

San Andrés Apóstol, ruega por nosotros.
Año de 1771
Francisco Manuel de la Calleja me hizo

Por su parte, la torre del reloj (al suroeste) alberga una única campana, fundida en 1865 y dedicada también a San Abdón y San Senén. Originalmente, la campana estaba situada en la torre del antiguo ayuntamiento, pero fue trasladada a la torre de la iglesia durante las obras de remodelación realizadas tras los daños provocados por un terremoto en 1919. Su toque está vinculado al reloj justo bajo ella, dedicándose casi en exclusiva a marcar las horas y los cuartos.
En el año 2016, las campanas fueron restauradas. Se limpió su superficie y se cambiaron los soportes metálicos instalados en la década de 1970 por yugos de madera, con el fin de devolver sus sonidos originales y permitir su repique manual tradicional. También se instaló un sistema automatizado para acompasar las cuatro campanas de la torre noreste.
Órgano

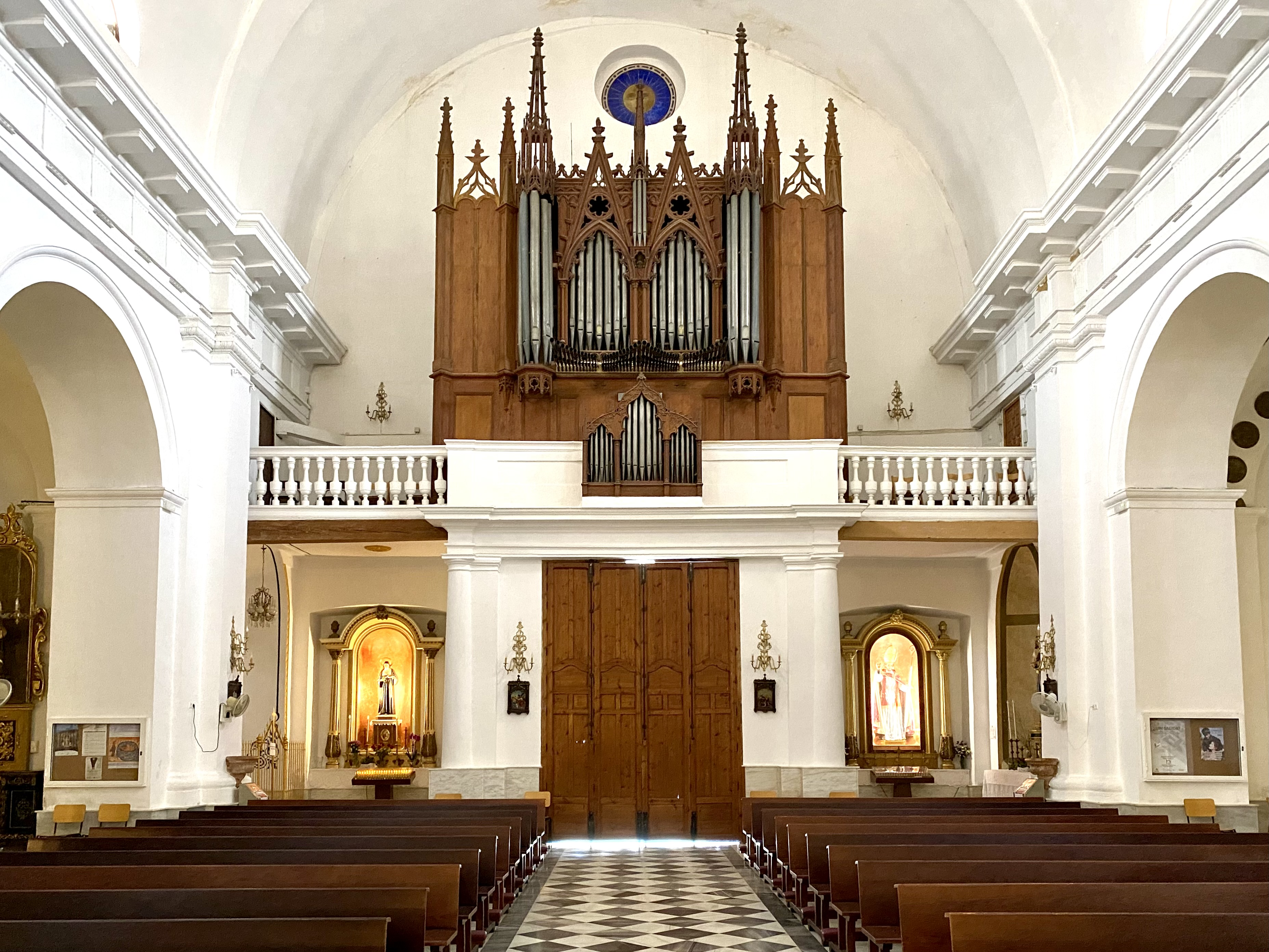
El órgano de 1861 sobre la puerta principal

En 1616 se tiene constancia de un órgano en la iglesia del municipio, sustituido en 1779 por uno del maestro organista aragonés Mathías Salanova. Sin embargo, este fue destruido por el terremoto y no fue posible su conservación.
El presente órgano se instaló en 1861, una vez reconstruida la nueva iglesia. Fue elaborado por el maestro organero valenciano Miguel de Alcarria y su coste se elevó a 40 000 reales de vellón. Se construyó al estilo de la escuela valenciana del siglo XVIII y es el único existente en toda la comarca que no ha visto alterado su sonido original al eludir las reformas que a finales del siglo XIX romantizaron el sonido de la mayoría de estos instrumentos. Las obras fueron costeadas a nivel particular por María Martínez Domínguez.
La última restauración tuvo lugar en 1977 y, desde entonces, se ha venido utilizando para realizar conciertos, además de acompañar los actos litúrgicos.
Altar mayor

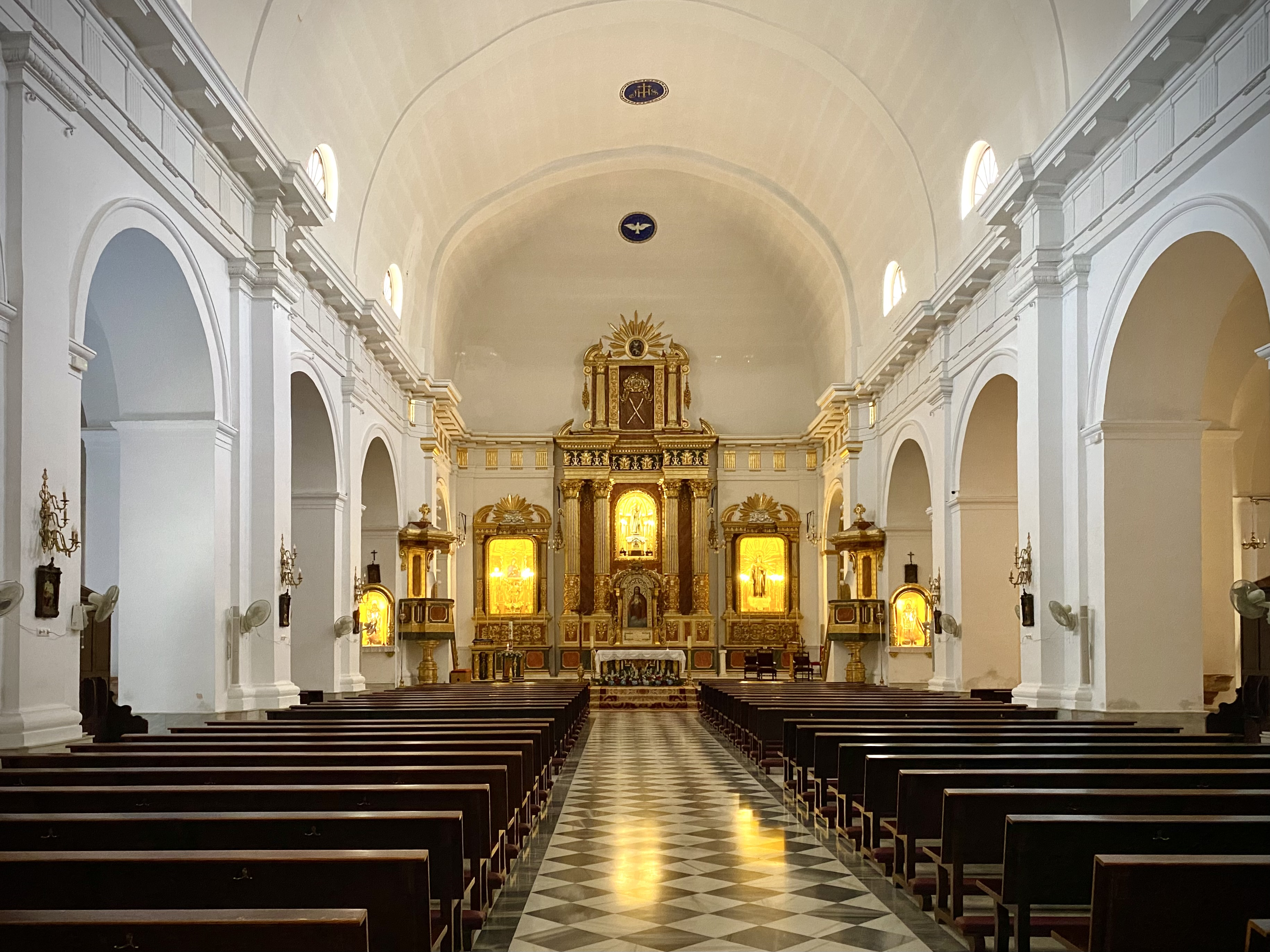
Nave central con el altar mayor al fondo

El altar mayor se realizó en la década de 1940. En lo alto se ven las aspas, alegoría del patrón de la localidad San Andrés, quien aparece más abajo en su urna. Bajo este, el tabernáculo de 1946 de José María Ponsoda que incluye la imagen del Sagrado Corazón de Jesús, pintada por Enrique Luis (1877-1966). A la derecha, la imagen de Teresa de Jesús, también de Ponsoda. A la izquierda, el cuadro con la imagen de la Virgen del Perpetuo Socorro, patrona de Almoradí desde 1969. El cuadro es de 1944 y está realizado en pan de oro y temple por el pintor alcoyano Miguel Abad Miró. A cada lado, se encuentran unos óleos del martirio de San Andrés, copia del cuadro de Murillo, sobre la puerta derecha que da acceso a la Sacristía; y la Anunciación, sobre la puerta de la capilla de la comunión. Ambos fueron pintados por Enrique Luis en 1947.